# Lisa Unruh
Lisa Unruh (Berlín, 12 de abril de 1988) es una deportista alemana que compite en tiro con arco, en la modalidad de arco recurvo. Está casada con el arquero Florian Kahllund.
Participó en dos Juegos Olímpicos de Verano, obteniendo dos medallas, plata en Río de Janeiro 2016, en la prueba individual, y bronce en Tokio 2020, en la prueba por equipo (junto con Michelle Kroppen y Charline Schwarz).
Ganó una medalla de plata en el Campeonato Mundial de Tiro con Arco al Aire Libre de 2017 y tres medallas en el Campeonato Mundial de Tiro con Arco en Sala entre los años 2007 y 2018.
Obtuvo siete medallas en el Campeonato Europeo de Tiro con Arco al Aire Libre entre los años 2008 y 2021, y dos medallas en el Campeonato Europeo de Tiro con Arco en Sala de 2015.
Además, consiguió una medalla de oro en los Juegos Mundiales de 2017.

## Palmarés internacional
| Juegos Olímpicos                 | Juegos Olímpicos          | Juegos Olímpicos  | Juegos Olímpicos |
| Año                              | Lugar                     | Medalla           | Prueba           |
| -------------------------------- | ------------------------- | ----------------- | ---------------- |
| 2016                             | Río de Janeiro (Brasil)   | Medalla de plata  | Inddividual      |
| 2020                             | Tokio (Japón)             | Medalla de bronce | Equipo           |
| Campeonato Mundial al Aire Libre |                           |                   |                  |
| Año                              | Lugar                     | Medalla           | Prueba           |
| 2017                             | Ciudad de México (México) | Medalla de plata  | Equipo mixto     |
| Campeonato Mundial en Sala       |                           |                   |                  |
| Año                              | Lugar                     | Medalla           | Prueba           |
| 2007                             | Esmirna (Turquía)         | Medalla de plata  | Equipo           |
| 2016                             | Ankara (Turquía)          | Medalla de oro    | Individual       |
| 2018                             | Yankton (Estados Unidos)  | Medalla de oro    | Equipo           |
| Campeonato Europeo al Aire Libre |                           |                   |                  |
| Año                              | Lugar                     | Medalla           | Prueba           |
| 2008                             | Vittel (Francia)          | Medalla de plata  | Equipo           |
| 2012                             | Ámsterdam (Países Bajos)  | Medalla de bronce | Equipo           |
| 2014                             | Echmiadzin (Armenia)      | Medalla de plata  | Equipo           |
| 2016                             | Nottingham (Reino Unido)  | Medalla de bronce | Individual       |
| 2016                             | Nottingham (Reino Unido)  | Medalla de bronce | Equipo           |
| 2018                             | Legnica (Polonia)         | Medalla de bronce | Equipo           |
| 2021                             | Antalya (Turquía)         | Medalla de plata  | Equipo           |
| Campeonato Europeo en Sala       |                           |                   |                  |
| Año                              | Lugar                     | Medalla           | Prueba           |
| 2015                             | Koper (Eslovenia)         | Medalla de oro    | Equipo           |
| 2015                             | Koper (Eslovenia)         | Medalla de bronce | Individual       |